# 福井俊彦
福井 俊彦（ふくい としひこ、1935年9月7日 - ）は、日本の銀行家。一般財団法人キヤノングローバル戦略研究所理事長。
日本銀行副総裁、株式会社富士通総研理事長、社団法人経済同友会副代表幹事、第29代日本銀行総裁などを歴任した。

## 来歴
大阪府大阪市出身。日本銀行プロパーの中で頭角を現し、早くから将来の総裁候補として嘱望されていた。1994年の副総裁就任によって、当時の大蔵省・日銀間のたすきがけ人事の慣行では次期総裁の座がほぼ約束されていたが、大蔵省接待汚職事件との関連で、日銀職員のノーパンしゃぶしゃぶ接待問題が明らかになり、日銀にも逮捕者が出たこと等から1998年辞職。その際、松下康雄総裁も同時に監督責任を問われ、辞任することとなった。
松下総裁の後任として日銀プロパーの速水優が就いた為、一時は福井総裁誕生の可能性が薄らいだが折りしも中央銀行の独立性の確保の為に新日銀法が制定され、大蔵省・日銀間のたすきがけ人事の慣行が廃止されることになり、新日銀法の制定に尽力すると同時に、行政･立法府との調整力のあった福井が再び総裁候補として浮上した。2003年、小泉総理官邸は複数の候補者のなかで日銀国際派エースでOECD副事務総長だった重原久美春を隠れた最有力候補にしていた(「選択」2003年6月号)が、結局、財界などからの支持を得た福井総裁の誕生となった(太田康夫「日本銀行　失策の本質」＜日本経済新聞社、2019年、111~112ページ＞によれば、三重野元日銀総裁などの働きかけで、旧時代にもてはやされた福井を宮沢元首相が小泉に推した、とされる）。この時、イギリスのフィナンシャルタイムズ紙(2003年2月25日号)は「小泉の小心(Koizumi's Timidity)」と題する社説において、小泉の意中の人であった重原の総裁就任に抵抗した既成勢力の圧力に屈した小泉を批判した。直後にイラク戦争が発生し、国際情勢が混迷を極めていた中での就任となった。
日銀総裁就任時の当初は、前任者速水優の路線を踏襲するのではないかと予想する向きもあったが、そうした予想に反して金融の量的緩和政策をより積極的に進めた。その後、日本経済ことに輸出部門は2004年から回復に向かったが、本格的なデフレ脱却にはいたらなかった。
しかしながら、2006年3月9日には5年超続いた金融の量的緩和政策を解除、同年7月には実質的に約8年間に及んだゼロ金利政策からも脱し、短期誘導金利を0.25%（ロンバート金利は0.4%）へ引き上げた。3月9日の決定は意外と受け止められると共に、ここまで回復してきた日本経済に冷や水を浴びせかけるのではないかと危惧する声が出た。また、第3次小泉内閣当時において官房長官を務めた安倍晋三は、民主党の野田内閣の下で 2012年12月16日に行われた 第46回衆議院議員総選挙を前に自由民主党総裁として選挙運動中、この決定をした福井総裁が誤っていたと名指しで批判、安倍自身は反対であったことを明らかにした。

## 経歴
- 1947年　追手門学院小学校卒業
- 1950年　大阪市立東中学校卒業
- 1953年　大阪府立大手前高等学校卒業

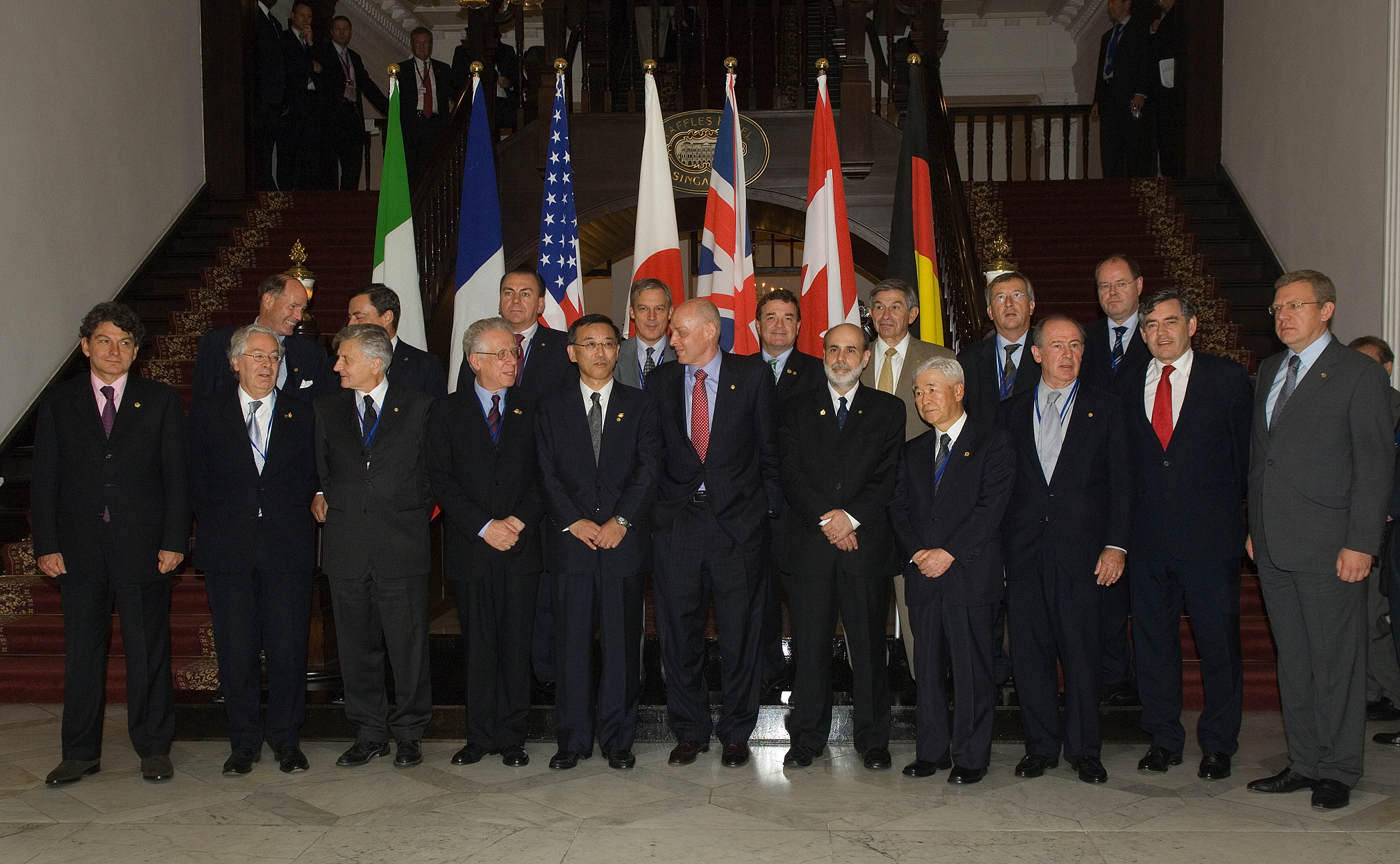
2006年9月16日、ラッフルズ・ホテルにて先進7か国財務大臣・中央銀行総裁会議の出席者らと

- 1957年　東京大学法学部第2類（公法コース）卒業後[3]、日本銀行入行
- 1970年　パリ駐在
- 1972年　帰国
- 1974年7月　総務部調査役
- 1977年5月　総務部企画課長
- 1980年3月　高松支店長
- 1981年8月　大阪支店副支店長
- 1983年1月　総務局次長
- 1984年5月　人事局次長
- 1985年10月　調査統計局長
- 1986年9月　営業局長
- 1989年5月　総務局長
- 1989年9月　日本銀行理事
- 1993年9月　同理事再任
- 1994年12月　日本銀行副総裁
- 1998年3月　同副総裁退任
- 1998年11月　富士通総研理事長
- 2001年4月　経済同友会副代表幹事
- 2002年6月　キッコーマン株式会社取締役
- 2003年　日本銀行総裁
- 2008年　同総裁退任、一般財団法人キヤノングローバル戦略研究所理事長に就任
- 2008年4月　中央放送番組審議会委員
- 2008年7月　日本証券業協会公益理事
- 2008年11月　信越化学工業株式会社特別顧問
- 2008年12月　東京工業品取引所取締役・指名委員会委員長・報酬委員会委員長
- 2009年3月　社団法人クラブ関東理事長
- 2009年6月　信越化学工業株式会社取締役
- 2009年6月　キッコーマン株式会社取締役
- 2010年1月　程ヶ谷カントリー倶楽部株式会社監査役
- 2010年4月　アクセンチュア株式会社アドバイザリー・ボード・メンバー

## 評価
2004年2月14日、英エコノミスト誌はToshihiko Goldilocksと題した記事で、前任の速水優を「おそらく世界で最悪の中央銀行総裁（Possibly the world's worst central banker）」と評した上、連邦準備制度理事会（FRB）のアラン・グリーンスパン議長や欧州中央銀行（ECB）のジャンクロード・トリシェ総裁ではなく、より強力な量的緩和に踏み切った福井俊彦を世界で最も優れた中央銀行総裁と評価する記事を掲載した。
安倍晋三元総理は回顧録で「長年の金融政策が間違っていたのは明らかでしょう。私が官房長官時代、小泉純一郎首相と一緒に福井俊彦日銀総裁に量的緩和の解除は時期尚早だから辞めてくれ、とお願いしたにもかかわらず、06年に解除してしまった」と述べている。

## 村上ファンドとの関連
2006年6月13日の参議院財政金融委員会において、福井は、村上世彰（村上ファンド事件で6月5日逮捕）が率いていた村上ファンドに1000万円を投資していたことを明らかにした。投資したのは1998年に日銀副総裁を辞任後、富士通総研の理事長を務めていた1999年の秋で「村上の志を激励」する目的と話した。日銀総裁に就任後も日銀の内規（「日本銀行行員の心得」）に抵触しないとの判断のもと、同ファンド投資を解約せず継続して保有。しかし、2006年2月には「村上の投資行動が当初のものと変わってきたように感じたため」、同ファンドを解約するに至ったと話した。
[参考資料]「日本銀行員の心得」の7の(2)項　(2) 現担当職務と個人的利殖行為との間に直接的な関係がなくとも、過去の職歴や現在の職務上の立場等に照らし、世間から些かなりとも疑念を抱かれることが予想される場合には、そうした個人的利殖行為は慎まなければならない。
野党各党首は、福井が同ファンドへ投資したのは総裁就任前だが、就任後に「解約」手続きをすることで利益が確定するため、これが「利殖行為」にあたるとして道義的責任を問題視、辞任を要求。2006年7月に行われた読売新聞の世論調査では、「辞任」を求める声が72%に達した。一方、与党ならびに財界関係者、金融市場関係者の大多数が「辞任の必要はない」とコメント。福井本人も猛省はしているものの「職責をまっとうする」と辞任は否定。一方、同様の問題の再発を防止するため、日銀の内規については早期改定が実施された。尚、6月20日に福井が国会に提出した村上ファンドへの投資に関する資料によると、2005年末現在の同ファンド投資による利益総額は1473万円（同投資に伴う元本･配当金は全額、日本赤十字及び海外留学生受入支援慈善団体に寄付したとのこと）。
尚、福井の家族は夫人のみ。2006年6月に夫妻合わせて約3億5千万円の資産を公開。住居は上場企業の平均的サラリーマンが真面目に努力すれば入手可能な範囲のマンションに住む。なお、同ファンド以外で福井が保有する株式は、福井が非常勤取締役などを務める際に取得したものであるが、速水優前日銀総裁は、就任の際に社長だった日商岩井の株式をすべて財団に寄付した事実がある。
尚、村上ファンドの母体とされるオリックスの宮内義彦との関係について、「個人的には非常に親しい関係にあるが、村上ファンドについて話をした経験は一度もない」と答弁している。

## ポスト福井
2008年3月19日の退任を前に、後継日銀総裁人事が進められた。日銀総裁は衆参両院の同意を必要とする国会同意人事であるが、2007年第21回参議院議員通常選挙に於いて民主党など野党が圧勝し、参議院では野党が過半数を占めるねじれ国会において参議院の同意が得られるかが注目された。
2008年3月、福田康夫内閣は財務省出身で日本銀行副総裁の武藤敏郎の総裁昇格案を国会に提示したが、3月12日に野党が過半数を占める参議院で不同意となった。これを受けて福田内閣は3月18日に同じく財務省出身で国際協力銀行総裁の田波耕治を日本銀行総裁に充てる人事案を新たに提出したが、3月19日の参議院本会議でまたも野党が田波総裁案を否決・不同意としたため、日本銀行総裁が不在という事態になった。こうした異常事態のなかで、3月19日には内閣から日本銀行副総裁に任命された白川方明が総裁職務代行者として指名され、翌3月20日、白川方明は副総裁就任後直ちに総裁職の代行を務めた。しかしながら、日銀総裁の空席による総裁代行の立場が長期間続くと、内外の経済問題への日銀の対処が難しくなる恐れが指摘された。
この間、米国モルガン・スタンレー証券ロバート・フェルドマン博士が総裁候補と目された19名の人物の資質について評点を行った「次期日銀総裁 -- 候補者を比較する」と題する調査報告を発表した（英文は3月25日、和文は翌26日に公表、英国フィナンシャル・タイムズ紙2008年4月3日号に紹介記事）。これによれば、日銀出身でOECD副事務総長であった重原久美春が「マクロ経済学と独立性」を重視する基準で第一位、政策決定機関トップの経験」「国内外のネットワーク」の２指標を重視する基準でも最高位にランキングされた。武藤は「マクロ経済学と独立性」で17位、ほかの二つの基準で18位にとどまり、田波はいずれの基準でも最下位であった。白川方明はフェルドマン報告のなかで日銀総裁候補と目された19人のリストに入っていなかった。こうして海外では知名度の高い重原の日銀総裁就任期待が高まったが、2008年4月9日、白川を総裁に昇格させる案が国会で同意となり、白川方明が第30代日銀総裁に就任した。日銀総裁空白期間は20日間であった。尚、日本銀行総裁空席という事態は第二次世界大戦前に5回例がある。ちなみに1923年9月に、井上準之助が辞任し、市来乙彦が就任するまでの2日間に空白期間があったのが戦前では最後であり、戦後は福井の任期切れの2008年3月20日が初めて。

## 人物
- 大阪府出身ということもあって、大の阪神ファンであり、2003年の阪神タイガースの優勝では、球団刊行誌『月刊タイガース優勝記念増刊号』に寄稿している（なお、前任の速水も阪神ファンだった）。